# Молекулярні сполуки
Молекуля́рні сполу́ки (англ. molecular compounds, нім. Molekularverbindungen f pl) – сполуки, що утворюються з формально валентно-насичених молекул завдяки силам міжмолекулярної взаємодії. У молекулярні сполуки (комплекси) можуть входити йони, вільні радикали, йон-радикали, а також молекули в збудженому стані; до молекулярних комплексів належать й комплекси з водневим зв'язком. Молекулярні сполуки складаються з груп атомів (молекул) із значно меншими відстанями між атомами всередині однієї групи, ніж між аналогічними атомами різних груп. Сили всередині молекул значно перевищують сили міжмолекулярного зв’язку. Внутрішньомолекулярні сили звичайно ковалентні або йонні, міжмолекулярні завжди ван-дер-ваальсові. 
Молекулярні сполуки використовують як каталізатори, в аналіт. хімії, електроніці, гідрометалургії та ін. Син. – молекулярні комплекси, донорно-акцепторні комплекси.